# Villa Ker ar Bruck
La villa Ker Ar Bruck est une maison en fer située à Crozon, caractéristique des constructions balnéaires de Morgat édifiées à la fin du XIXe siècle. Elle est bâtie en 1889 selon le procédé de Joseph Danly.

## Description
La maison, sans soubassement, posée au sol sur une double couronne de deux poutrelles en U. Les murs sont entièrement métalliques, constitués d'éléments modulaires en tôle de fer rectangulaires, recouvertes d'une couche de zinc. 
Le bâtiment, de plain pied avec combles aménagés est constitué d'une aile principale donnant sur la plage, avec une aile et une demi-aile en retour.

## Histoire

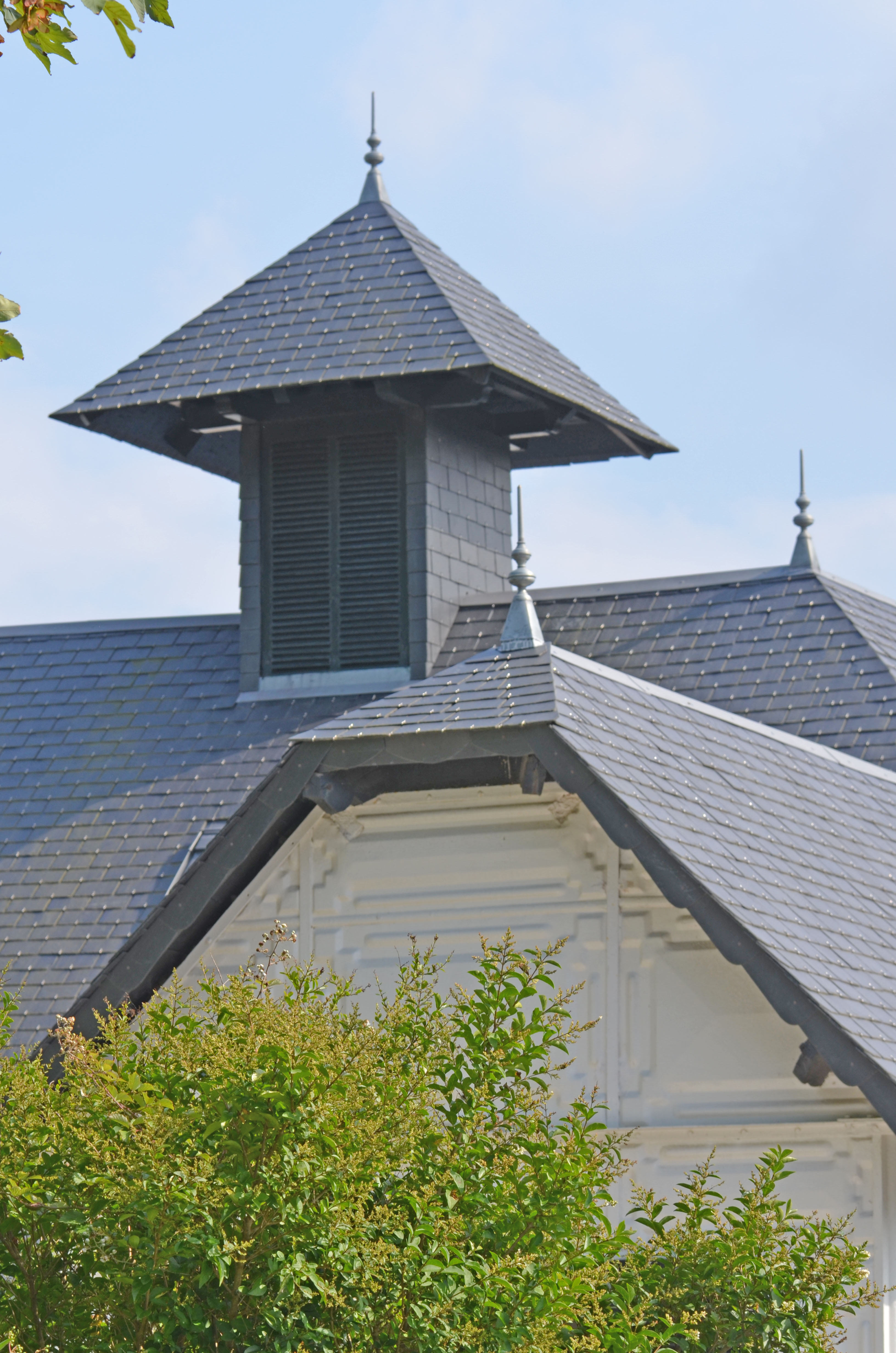

La maison est construite dans le cadre du programme balnéaire de Morgat, par la société Richard et Cie. Celle-ci a été fondée en 1884, par Louis Richard, maître d'œuvre, et Armand Peugeot.
Dans les années 1950-1960, une véranda est ajoutée pour prolonger un petit auvent d'origine. Une cave a également été creusée, la maison n'ayant aucun soubassement à l'origine.
Ses façades et toitures sont classées au titre des monuments historiques par arrêté du 26 janvier 2004.